# 西蒙·费尔韦瑟
西蒙·费尔韦瑟（英語：Simon Fairweather，1969年10月9日—），澳大利亚男子射箭运动员。他曾代表澳大利亚参加1988年、1992年、1996年、2000年和2004年夏季奥林匹克运动会射箭比赛，其中2000年奥运会获得一枚金牌。

## 外部連結
- 官方网站